# 桂三河
桂 三河（かつら さんが、1986年9月25日 - ）は、六代桂文枝一門に属する落語家。本名∶藤野 英介。鳥取県米子市出身。上方落語協会会員。吉本興業所属。出囃子は『貝殻節』。

## 経歴
大阪人間科学大学在学中の2008年10月に桂三枝（現：6代桂文枝）に入門。芸名の『三河』は、文枝の本名の姓「河村」から一字取ったもので、落語の新しい流れを作ってほしいという願いが込められている。
落語家として関西を中心に活動し、2015年11月、西成区玉出に若手芸人向けの落語劇場「玉出フォーラム」が開設された際には、こけら落としとなる公演に出演。
また、吉本興業が企画したあなたの街に住みますプロジェクトにおける「住みます芸人」として、2014年3月には鳥取県三朝町にある三朝温泉に1か月間暮らし、2016年8月には秋田県の「住みます芸人」に就任した 。秋田県の初代「住みます芸人」は兄弟子にあたる桂三若で、三河は3代目にあたる。
兄弟子である桂三若から「秋田県市町村合併前69市町村落語巡り」を託され、現在も県内各地を巡っている。
2017年12月より地域活性化の一環として湯沢市サンロード商店街、サンサンプラザ（旧おもちゃのふみお）にて、同じくよしもとクリエイティブ・エージェンシー所属のちぇすと月1回定例の寄席公演を始める。通称「湯沢よしもとサンサン寄席」、毎月第2水曜日18:30～。